# 36352 Erickmeza
36352 Erickmeza este o planetă minoră (asteroid), cu un diametru de 3,036 km, din centura de asteroizi. A fost descoperită pe 4 iulie 2000 la Stația Anderson Mesa de Lowell Observatory Near-Earth-Object Search și a fost numită după Erick Meza⁠(d). 
Obiectul prezintă o orbită caracterizată de o semiaxă mare de 2,8562831 UAi, o excentricitate de 0,06, o înclinație de 3,17499 ° în raport cu ecliptica.